# Fácies
Denomina-se fácies ao conjunto de rochas com determinadas características distintivas, quer paleontológicas (fósseis) quer litológicas, considerando qualquer aspecto composicional, químico ou mineralógico, morfológico, estrutural ou textural (assim como a forma, o tamanho, a disposição dos seus grãos e a sua composição de minerais) que ajudem a conhecer onde e quando se formou a rocha. O termo fácies também é usado para o ambiente onde se formou ou transformou a rocha; assim: fácies sedimentar; fácies vulcânico; fácies metamórfico.
O termo fácies foi cunhado pelo geólogo suíço Amanz Gressly em 1838.

## Fácies na arqueologia
Emprestado a partir da estratigrafia geológica, o termo fácies no sentido arqueológico (e especialmente no paleontológico), serve como categoria descritiva para todos os aspectos e características de uma classe de manufaturados homogêneos. Acompanhado pelo nome do grupo que identifica (assim e.g. "fácies de Fiorano", "fácies de Castelluccio", a "cerâmica impressionada", etc), a palavra substitui a utilização do conceito demasiado genérico da 'cultura'.